# St. Emmeramsmühle

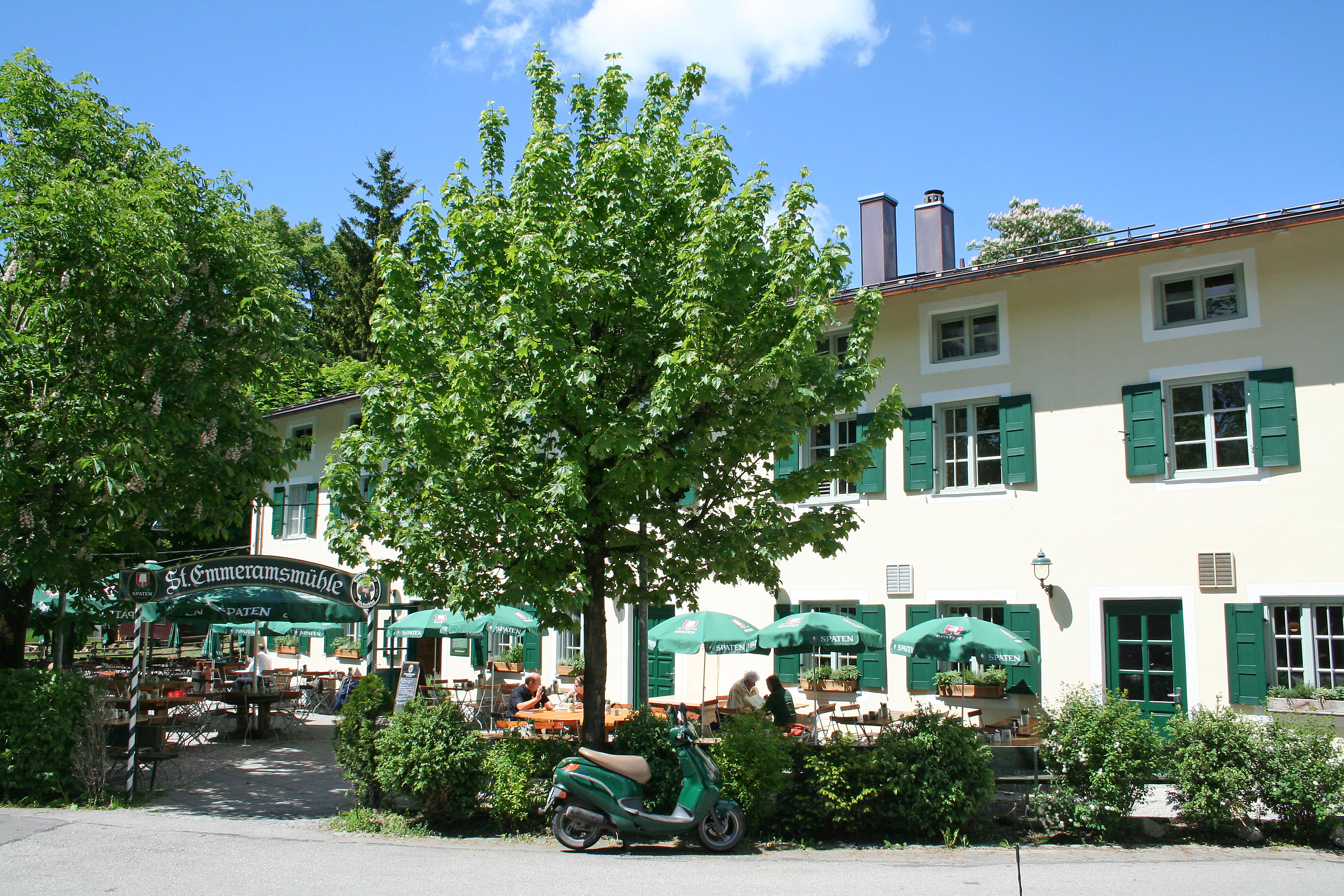
St. Emmeramsmühle

Die St. Emmeramsmühle ist eine Gaststätte mit Biergarten in München. Sie ist in einem historischen Mühlengebäude eingerichtet, das im Ortsteil St. Emmeram des Münchner Stadtteils Oberföhring am Mittlere-Isar-Kanal liegt.
Das denkmalgeschützte Gebäude stammt in seiner heutigen Form aus dem Jahr 1866. Benannt ist die Mühle, wie der gesamte Ortsteil St. Emmeram nach dem heiligen Bischof Emmeram von Regensburg, dessen Leichnam bei seiner Überführung nach Regensburg hier eingeschifft worden sein soll.

## Geschichte
Eine Mühle beim heiligen Emmeram wurde erstmals im 14. Jahrhundert urkundlich erwähnt. 1711 wurde die Neue Mühle St. Emmeram errichtet. 1825 erhielt die Emmeramsmühle die Konzession zum Bierausschank. Zunächst durften nur die Bauern bedient werden, die in der Mühle ihr Schrot mahlen ließen. 1866 wurde die Mühle zu ihrer heutigen Gestalt umgebaut.
Besonderen Zulauf erhielt die Emmeramsmühle gegen Ende des 19. Jahrhunderts, als die Künstlerszene des benachbarten Schwabing die idyllische Lage der Mühle für sich entdeckte. Der Mühlenbetrieb verlor immer mehr an Bedeutung, und 1903 wurde das Gebäude ganz in eine Wirtschaft umgewandelt. Seit 1929 ist die Mühle im Besitz der Spaten-Brauerei. 
Inzwischen gehörte zur St. Emmeramsmühle ein Biergarten mit etwa 1.200 Plätzen. Von Falstaff wurde das Lokal 2018 als einer von Münchens fünf besten Biergärten nahe der Isar eingestuft.
Das Gasthaus wurde 2021 durch Einbau moderner Technik renoviert. Im März 2023 musste es aus wirtschaftlichen Gründen schließen.
Im Januar 2024 wurde die Emmeramsmühle als Gasthaus wiedereröffnet. Der neue Pächter ist der Wiesnwirt Michael F. Schottenhamel.  Die Küche wird von Peter Kinner und dessen Sohn Julian geleitet.

## Trivia
Die Wirtin der St. Emmeramsmühle, Nina Zacher (1970–2016), war 2012 an ALS erkrankt. Um die Öffentlichkeit auf diese seltene Krankheit aufmerksam zu machen, machte sie ihr Leiden publik und erwarb sich Verdienste um die Therapie.